# Nordisk Tidskrift för Fotografi
Nordisk Tidskrift för Fotografi var en svensk  fototidskrift som utgavs 1917 till 1965. Tidskriften var organ för olika fotoföreningar, bland annat Fotografiska Föreningen i Stockholm.
Goodwin, Hertzberg, Ture Sellman, Uno Falkengren, Ivar Thulin och Ivar Nordlund bildade år 1916 Nordisk Tidskrift för Fotografi
Tidningen behandlade både teknisk utrustning och fotografering  och presenterade fotografer från hela världen. 
En del arkiv finns hos Regionarkivet Göteborg. 